# Avi Strool
Avraham "Avi" Strool - em hebraico, אבי סטרול (Tel Aviv, 18 de setembro de 1980) é um ex-futebolista israelense que atuava como zagueiro.
Jogou a maior parte de sua carreira no Maccabi Tel Aviv, que o promoveu ao elenco principal em 1999. Nas 2 passagens pelo clube, atuou 145 vezes e fez 2 gols. Passou também por Maccabi Netanya, Lokeren (Bélgica), Ironi Nir Ramat HaSharon e Ironi Rishon LeZion, onde se aposentou em 2017 e passou a ocupar o cargo de diretor executivo (CEO) desde então.
Pela Seleção Israelense, Strool atuou em 15 partidas e não fez nenhum gol entre 2002 e 2010. Ele também defendeu o time Sub-21 uma vez, em 2001.

## Títulos
Beitar Jerusalém
- Campeonato Israelense: 1 (2002–03, 2012–13)
- Copa do Estado de Israel: 3 (2000-01, 2001-02, 2004-05)